# 405

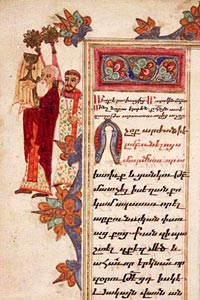
Armeens manuscript met een afbeelding van Mesrop Masjtots

Het jaar 405 is het 5e jaar in de 5e eeuw volgens de christelijke jaartelling.

## Gebeurtenissen

### Italië
- In Rome wordt op de Campus Martius (Marsveld) de Boog van Arcadius, Honorius en Theodosius opgericht. De triomfboog eert de Romeinse overwinningen van de drie keizers Arcadius, Honorius en Theodosius I tegen de Goten.
- Flavius Stilicho, Romeins generaal (magister militum), geeft opdracht om de Sibillijnse boeken (een verzameling van profetische uitspraken) te verbranden. Dit vanwege het heidense karakter, volgens de Romeinse dichter Rutilius Namatianus.
- Oorlog van Radagaisus: De Ostrogotische hoofdman Radegast steekt met een Germaans leger (120.000 man) de Alpen over en valt Noord-Italië binnen. Hij houdt een strooptocht in de Povlakte en plundert diverse steden. Hij wordt  vergezeld door Vandalen, Alanen, Sueven en kleinere Germaanse stammen.

### Armenië
- Mesrop Masjtots ontwerpt het Armeense alfabet. Hierbij krijgt hij steun van Sahak, de katholikos (een soort patriarch).

### Japan
- Het Japanse hof voert officieel het Chinese schrift in. (waarschijnlijke datum)

## Religie
- Hiëronymus van Stridon voltooit de Vulgata (een vertaling van de Bijbel in het Latijn). (waarschijnlijke datum)

## Geboren
- Ricimer, Germaans generaal (magister militum) (waarschijnlijke datum)

## Overleden
- Asella van Rome, Romeins heilige (waarschijnlijke datum)
- Eutropius, Byzantijns heilige (waarschijnlijke datum)
- Fravitta, generaal in het Oost-Romeinse leger
- Quintus Aurelius Symmachus (60), Romeins consul en schrijver
- Richu, keizer van Japan (waarschijnlijke datum)